# Pelourinho

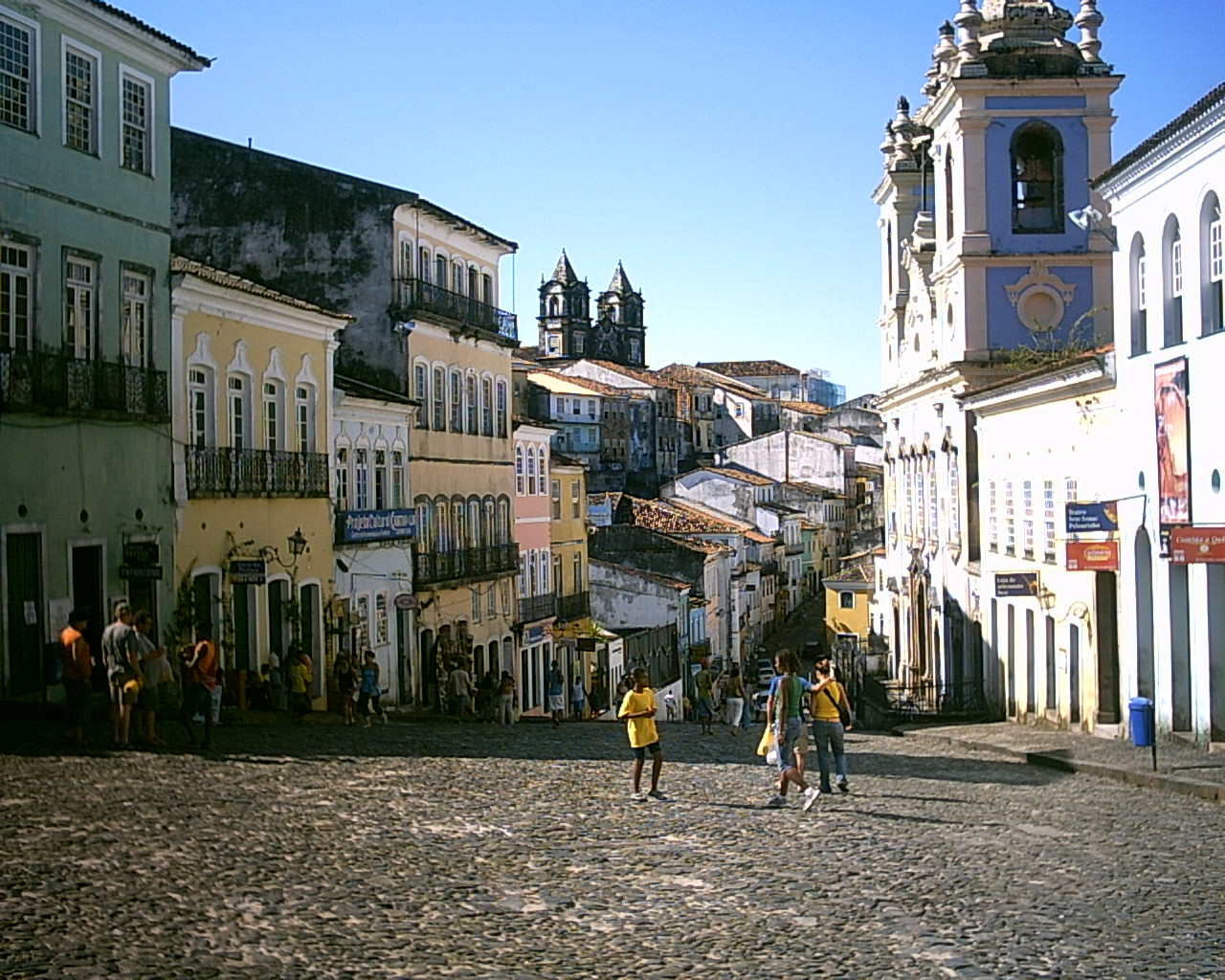
Der Largo de Pelourinho: kultureller und touristischer Mittelpunkt der Stadt

Pelourinho ist ein Teil der Cidade Alta ("Oberstadt") von Salvador da Bahia, der ersten Hauptstadt Brasiliens. Sie gehört seit 1985 zum Weltkulturerbe der UNESCO.

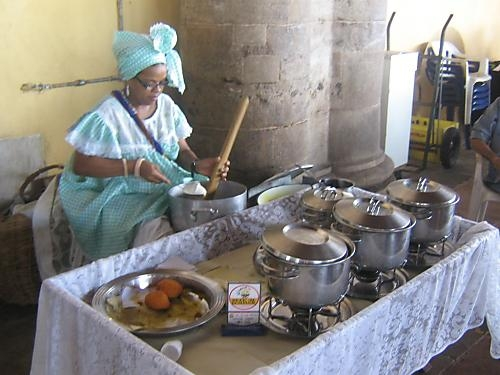
Straßenküche auf dem Pelourinho

Pelourinho liegt oberhalb der Altstadt um den Largo do Pelourinho, auch bekannt unter dem Namen Praça José de Alencar. Einst Durchgangsstraße vom Jesuitenkloster zum Karmel (Convento do Carmo), wurde dort wie in vielen anderen Stadtteilen ein Pranger (Pelourinho) aufgestellt, an dem in erster Linie Sklaven ausgepeitscht und zur Schau gestellt wurden. Der portugiesische Name pelourinho zeugt von diesem ehemaligen Ort der Rechtsprechung und des Strafvollzugs. So heißt in Vila do Conde eine steinerne Säule auf dem Platz vor der Pfarrkirche ebenfalls Pelourinho und galt als Schandpfahl in historischer Zeit. Allerdings konnten auch andere Stadteinwohner, etwa wegen homosexueller Vergehen oder Diebstahls, für eine gewisse Zeit dort angebunden werden. Am Pelourinho kann man die Kirche Igreja do Rosário dos Pretos (Kirche vom Rosenkranz der Schwarzen) besichtigen. In Salvador war der Pelourinho bis 1835 auch Sklavenmarkt. 

## Sanierung

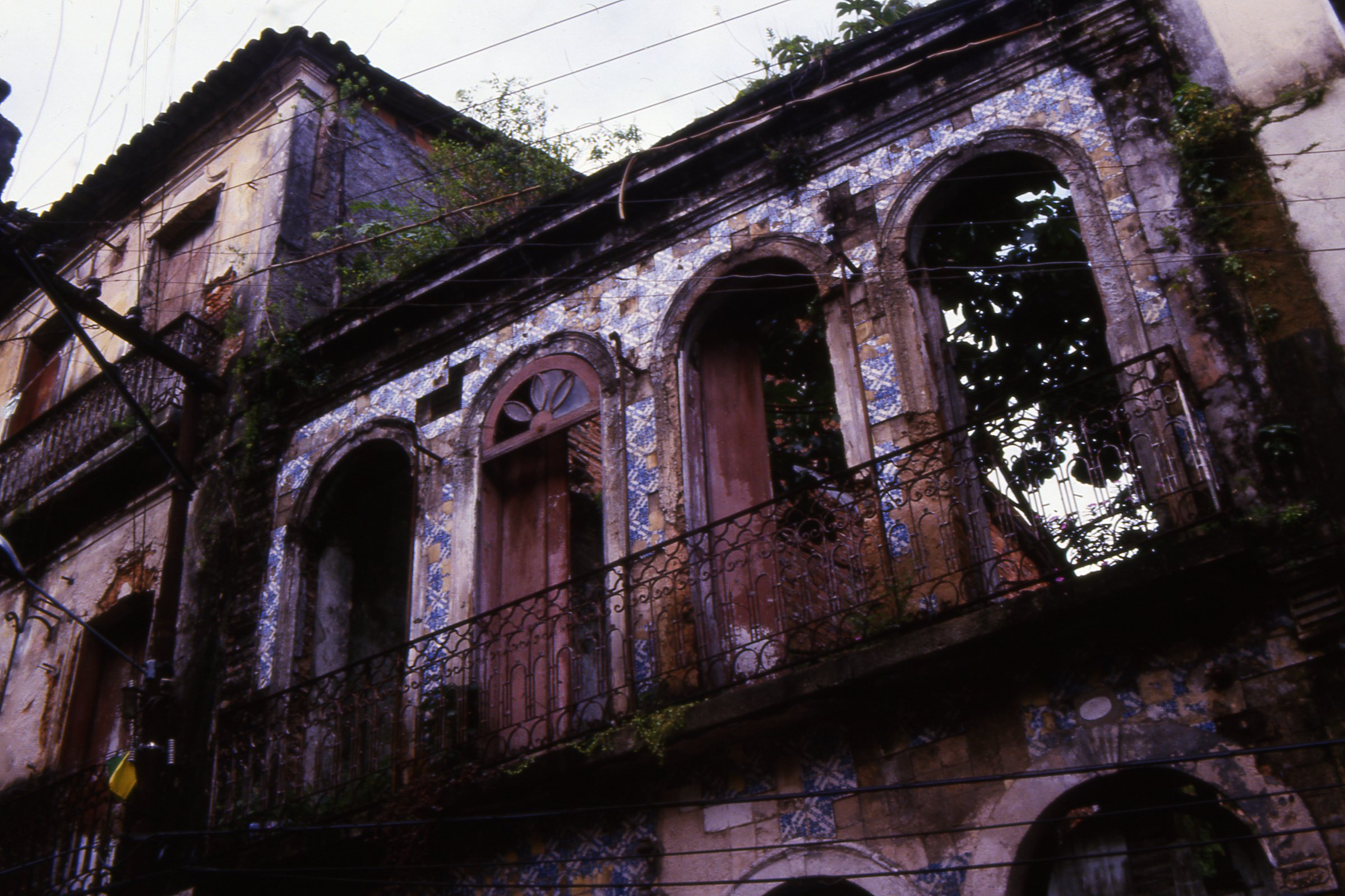
1988 war der Pelourinho noch verfallen

Lange Zeit aber verfiel der Pelourinho und verkam zu einer innerstädtischen Favela. Menschen hausten dort unter den unwürdigsten Bedingungen. Seit 1990 wurde mit Unterstützung der UNESCO eine Revitalisierung des Viertels mittels systematischer Restaurierung durchgeführt. Die Favelabewohner wurden 1991 in Neubausiedlungen außerhalb Salvadors umgesiedelt und der Pelourinho mit seinen umgebenden Straßen von Grund auf saniert. Seine Rekonstruktion konnte nicht detailgetreu durchgeführt werden, weil viele Häuser zu Ruinen verfallen waren, von denen lediglich die Fassade gerettet werden konnte. Es hielten Pensionen, Restaurants und Tanz- und Capoeiraschulen Einzug. Heute ist der restaurierte Pelourinho mit seinen vielen engen und gepflasterten Gassen, gesäumt von bunten, pastellfarbenen Häuserreihen, Kirchen, Klöstern, Cafés, Bars, Restaurants und Kleinkunstmärkten eine der touristischen Hauptattraktionen Salvadors. Hier leben viele Künstler wie Filmemacher, Musiker, Maler und Schriftsteller. Seitdem zieht es viele in- und ausländische Touristen nach Salvador.

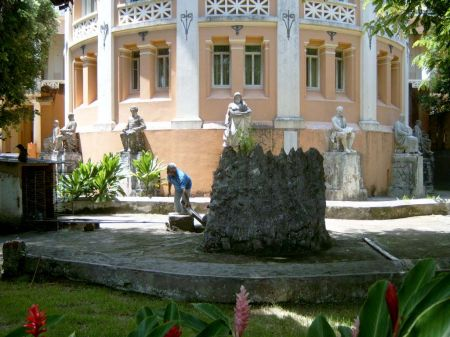
Wieder aufgebauter Pavillon der Medizinischen Fakultät Bahias

Eines der bekanntesten Gebäude des Pelourinho, welche stark in Mitleidenschaft gezogen wurden, ist die Medizinische Fakultät von Bahia (Faculdade de medicina da Bahia). Das Gründungsdatum dieses Gebäudes geht bis in die Kolonialzeit Brasiliens zurück. Hier lebten die Jesuiten, bis sie im 18. Jahrhundert Brasilien verlassen mussten. Nachdem dort ein Militärkrankenhaus stand, wurde 1808 die Chirurgische Schule eingerichtet. Die Fakultät wurde gleich zweimal durch ein Großfeuer größtenteils zerstört. Das erste Mal 1905, als die Bibliothek mit ihren 22.000 Bänden vollständig ausbrannte, und das zweite Mal, als 1951 der Pavillon niederbrannte. Lange Jahre war Letzterer dem Verfall preisgegeben, bis auch er im Zuge der Gesamtrekonstruktion des Pelourinho wieder aufgebaut wurde.
Der Pelourinho beherbergt seit einigen Jahren das Straßenkinderprojekt Projeto Axé. Dort werden bis zu 1500 Kinder vom Kindergarten bis zur Berufsausbildung betreut. Viele Kinder erhalten dort neben Ausbildung und Schule eine warme Mahlzeit. Besondere Freude bereitet den für Musik engagierten Kindern und Jugendlichen das Spielen in einer der zum Projekt zählenden Percussionbands oder Capoeiragruppen. Aber auch viele Gruppen des Sambareggae wie Olodum oder Ilê Aiyê sind hier mit ihren Projekten vertreten.

## Polizeistreik 2014
Wie schon 2012 kam es vom 15. bis 17. April 2014 zum Streik der Militärpolizei. Zahlreiche Plünderungen, 70 geraubte Autos und 48 Morde wurden in diesem Zeitraum offiziell verzeichnet. Am Nachmittag des 17. Aprils erklärten sich die Streikenden mit dem Lohnangebot der Regierung einverstanden.